# Steinreihe Finn Mc Cool’s Fingers
Die Steinreihe Finn Mc Cool’s Fingers, auch Derryinver (irisch Doireinbhir) genannt, liegt auf einem Grat, westlich vom Weiler Tully Cross, zwischen dem Tully Mountain und dem Tully Lough (See) auf der Rinvyle-Halbinsel in Connemara im County Galway in Irland. 
Die etwa 16,0 m lange, Nord-Süd orientierte, nach Fionn mac Cumhaill benannte Steinreihe besteht aus sechs teilweise schief stehenden Menhiren. Die drei nördlichen sind gerundete Granitsteine, in der Höhe von Nord nach Süd absteigend (1,8, 1,2 und 0,7 m). Die drei südlichen Steine, die ebenfalls in der Höhe von Nord nach Süd abnehmen (1,6, 0,7 und 0,5 m), sind eckige Schieferplatten. Ein siebter Stein liegt etwa 0,6 m nördlich. 

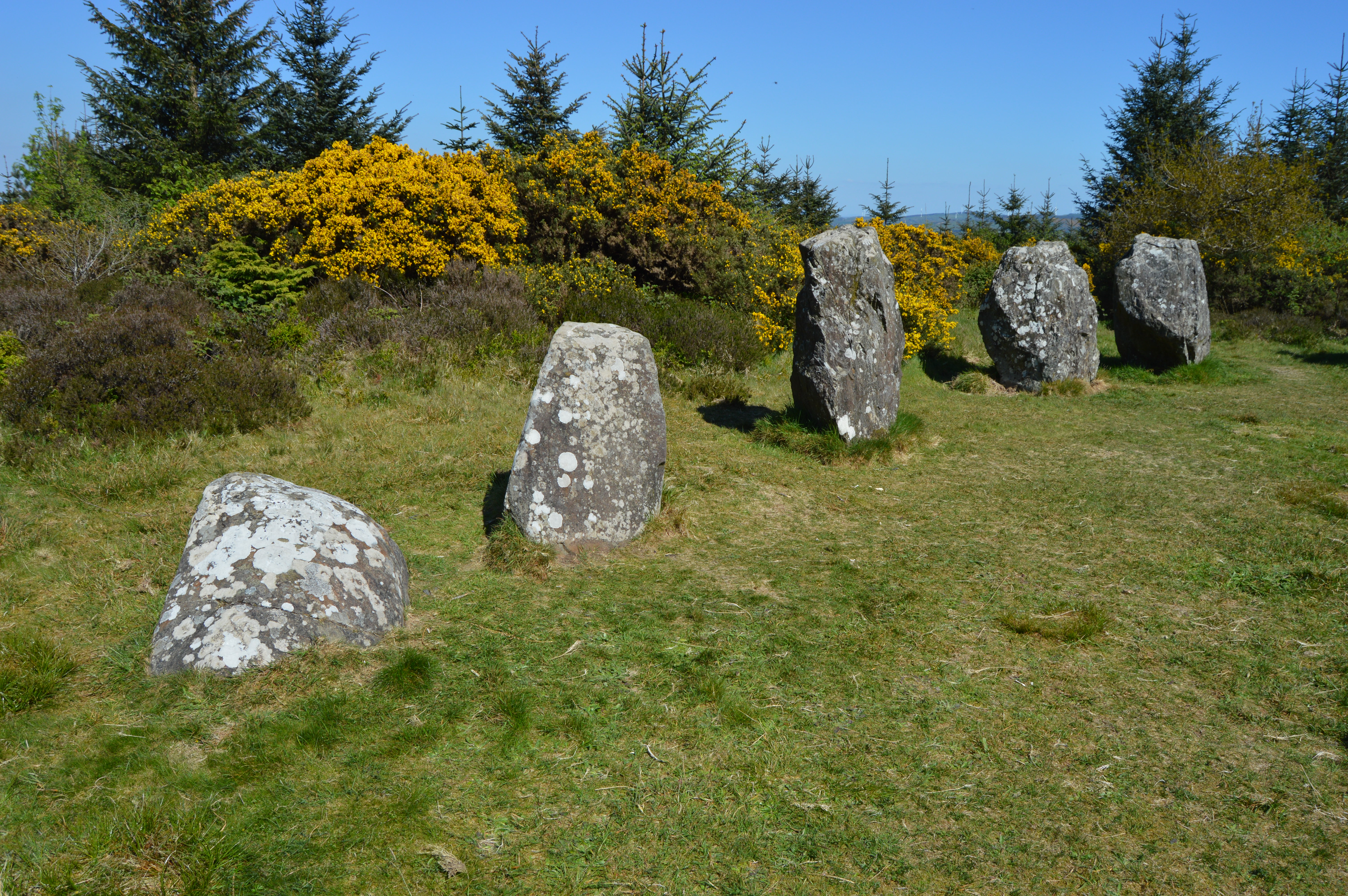
Finn Mc Cool’s Fingers im County Cavan

Südlich des Tully Lough liegt in der Nähe die „kurze Steinkiste“ von Derryinver.
Finn McCools Fingers oder Steinreihe von Shantemon heißt auch eine Steinreihe aus fünf Steinen im County Cavan.